# Lacul Stânișoara
Lacul Stânișoara este un lac glaciar situat în Parcul Național Retezat din Munții Retezat (Carpații Meridionali, România), la o altitudine de 2000 m. Are o suprafață de 1,72 hectare și o adâncime maximă de un metru.
Se află în căldarea Retezatului, la poalele vârfului Retezat, înalt de 2485 de metri. Este învecinat altor două lacuri, Zănăguțele Stânișoarei I și II.